# Nyctimene masalai
Nyctimene masalai är en däggdjursart som beskrevs av James Dale Smith och Craig S. Hood 1983. Nyctimene masalai ingår i släktet Nyctimene och familjen flyghundar. IUCN kategoriserar arten globalt som otillräckligt studerad. Inga underarter finns listade.
Denna flyghund hittades först på ön Niu Ailan som tillhör Bismarckarkipelagen. Kanske finns arten även på Nya Guinea och på andra öar i regionen. Det har även föreslagits att populationen ska räknas till Nyctimene albiventer.